# 플루니트라제팜
플루니트라제팜(Flunitrazepam, /ˌfluːn[미지원 입력]ˈtræz[미지원 입력]pæm/) 혹은 로히프놀은 최면수면제, 진정제, 항경련, 항불안, 골근육 이완제로 사용되는 벤조디아제핀계통의 약물이다. 보통, 플루니트라제팜은 만성 불면증 환자를 대상으로 단기간 처방으로 나가거나, 입원 환자 같은 다른 수면제가 듣지 않는 경우에 처방된다. 플루니트라제팜은 실제로 보고된 예시들이 별로 없음에도 불구하고, 데이트 강간 약물로 잘 알려져 있다.
또한 플루니트라제팜은 니트로-벤조디아제핀 계열에 속한다. 플루니트라제팜은 니트라제팜의 불소 N-메틸 유도체이다. 다른 니트로벤조디아제핀에는 니트라제팜(근본 혼합물), 니메타제팜(메틸아미노 혼합물), 그리고 클로나제팜(2'-염소 유도체)가 있다.

## 작동 방식
플루니트라제팜의 약학적 효과는 GABAA 수용기의 GABA를 더 증가시키는 것이다. 다른 벤조디아제핀류처럼, 플루니트라제팜의 약학적 효과에는 진정작용, 불안 감소, 항경련 작용이 있다.